# Mikael Imru
Mikael Imru (Addis Abeba, 21 novembre 1929 – 26 ottobre 2008) è stato un politico etiope, Primo ministro dell'Etiopia dall'agosto al settembre 1974.